# Johann Herbsthofer
Johann Herbsthofer (* 3. August 1866 in Hollern, Niederösterreich; † 19. Oktober 1932 in Linz, Oberösterreich) war österreichischer Politiker (CS) und Installateur. Herbsthofer war von 1918 bis 1919 Abgeordneter zum Oberösterreichischen Landtag.

## Leben
Herbsthofer erlernte das Installationshandwerk, zog nach Linz und übernahm hier nach Einheirat im Jahre 1891 ein 1870 von Johann Schirtz († 1876) gegründetes Installationsunternehmen, das er vortrefflich führte. Vermöge seines Könnens wurde die Firma weit über Linz hinaus bekannt. Nachdem im Jahre 1919 sein Sohn Otto Herbsthofer in das Unternehmen eintrat, übernahm dieser nach dem Tod seines Vaters die Leistung des Familienunternehmens. Bald wurde er in die Standesvertretung berufen. Von 1908 bis 1922 war er Bezirksinnungsmeister und von 1922 und 1929 Landesinnungsmeister, außerdem von 1921 bis 1927 Vizepräsident der Handelskammer. Er war auch Obmann des Gewerbeförderungsinstitutes, Mitbegründer der Meisterklasse für Oberösterreich und Begründer des Landesverbandes der Elektroinstallateure. Vierzig Jahre lang gehörte Herbsthofer der Linzer Feuerwehr an und war zwischen 1914 und 1923 deren Kommandant.

## Politik
Herbsthofer betätigte sich vorwiegend in der Kommunalpolitik und war zwischen 1909 und 1911 und neuerlich zwischen 1919 und 1923 Mitglied des Linzer Gemeinderates. 1918/1919 war er für die Christlichsoziale Partei Mitglied der Provisorischen Landesversammlung.

## Ehrungen
- Offiziers-Ehrenkreuz I. und II. Klasse mit Kriegsdekoration
- Silberne Medaille vom Roten Kreuz
- Berufstitel Kommerzialrat (1921)
- Silbernes Ehrenzeichen für Verdienste um die Republik Österreich (1931)

## Quelle
- Offizielle Webpräsenz der Firma Herbsthofer

| Personendaten    | Personendaten                                         |
| ---------------- | ----------------------------------------------------- |
| NAME             | Herbsthofer, Johann                                   |
| KURZBESCHREIBUNG | österreichischer Politiker (CS), Landtagsabgeordneter |
| GEBURTSDATUM     | 3. August 1866                                        |
| GEBURTSORT       | Hollern                                               |
| STERBEDATUM      | 19. Oktober 1932                                      |
| STERBEORT        | Linz                                                  |